# Tropaeolum sessilifolium
Tropaeolum sessilifolium är en krasseväxtart som beskrevs av Eduard Friedrich Poeppig och Endl. Tropaeolum sessilifolium ingår i släktet krassar, och familjen krasseväxter. Inga underarter finns listade i Catalogue of Life.

## Bildgalleri

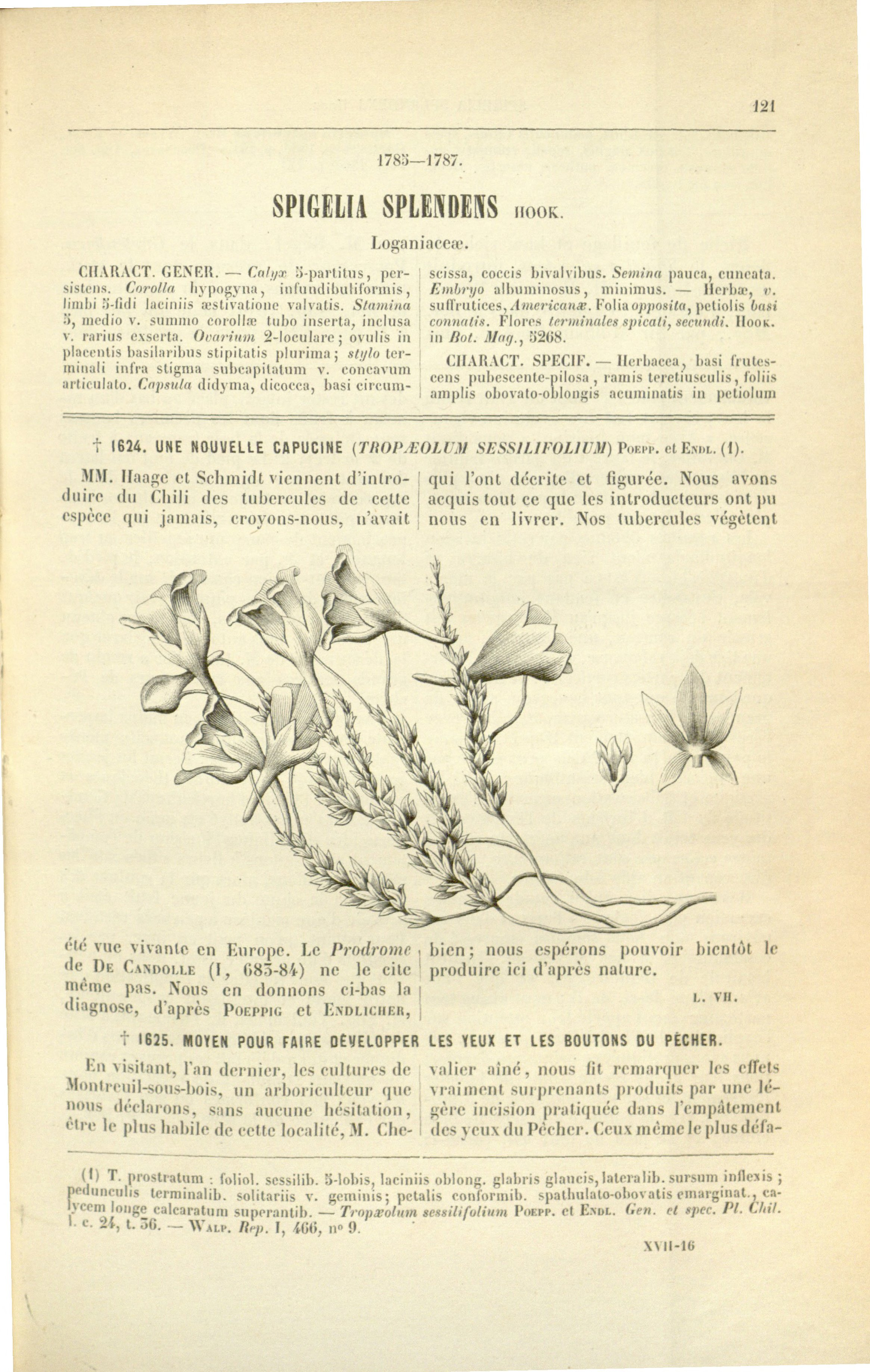